# Kostenica (Prokuplje)
Pour les articles homonymes, voir Kostenica.
Kostenica (en serbe cyrillique : Костеница) est un village de Serbie situé dans la municipalité de Prokuplje, district de Toplica. Au recensement de 2011, il comptait 199 habitants.

## Démographie
| 1948 | 1953 | 1961 | 1971 | 1981 | 1991 | 2002 | 2011 |
| ---- | ---- | ---- | ---- | ---- | ---- | ---- | ---- |
| 478  | 503  | 481  | 407  | 377  | 283  | 289  | 199  |

|  |